# Cercomonadida
A Cercomonadida kis ostoros amőbák vízben és talajban is gyakori kládja.

## Történet
Először 1880-ban jelent meg a Cercomonadidae, mely jelenleg a Cercomonadida egyetlen kládjának neve. 2004-ben ennek meghatározását módosította Mylnikov.
Poche írta le először a kládot rendként 1913-ban, Grassé a meghatározását 1952-ben,:970 Vickerman 1983-ban, Mylnikov 1986-ban, Karpov et al. 2006-ban, Howe et al. 2009-ben, Cavalier-Smith 2012-ben egészítette ki. Thomas Cavalier-Smith 1993-ban a Dictyozoa alország Neozoa alországága Ciliomyxa részalországa Opalomyxa főtörzse Opalozoa törzse Proterozoa altörzse Heteromitea osztálya Sarcomonadia alosztálya Jakobidea főrendjének rendjeként sorolta be,:970 a Massisteria nemzetséget pedig a Reticulosába sorolt ős alátámasztására használta. A Jakoba extruszómáiról ekkor azt feltételezte, hogy a Cercomonadida és a Kinetomonada közti átmenet.:976
Hollande 1942-es rendszertanában a Cercobodonidae nevet használta a Cercobodo nemzetséget alapul véve, mely ma a Cercomonasszal egyesült.
1997-ben Szergej A. Karpov a Physarum flagellatumot (akkori nevén Hyperamoeba flagellata) a Cercomonadida és a Myxogastria közti átmenetnek tekintette, későbbi kutatások mutatták ki, hogy e faj a Myxogastria Physarum nemzetsége tagja, így filogenetikailag távol van a Rhizariától, így a Cercomonadidától is.
2006-ban Szergej A. Karpov et al. írták le először a 2-es típusú ventrális hátulsó ostorgyökeret, más Cercozoa-fajokban előforduló lehetséges homológjai sokáig ismeretlenek voltak: bár általában az 1-es típusú (vagyis az R2) mögött volt, a régebbi hátulsó és az újabb elülső ostorhoz se tartozik. Cavalier-Smith 2017-es összefoglalójában ezt a mikrotubulusokon áthaladó sáv Cercozoa-homológjaként azonosította. Elülső mikrotubulusai eltérő összetételűek, ostorgyökerei a Cercozoa legtöbb kládjáéinál összetettebbek.

## Morfológia
Általában mintegy 10 μm hosszú, héja vagy háza nincs, csak glikokalixa van. Filopódiumokkal baktériumokat visz be, de nem használja mozgáshoz, mely általában felszínek mentén siklással történik.
Legtöbb faja kétostorú, egyik ostora előre, a másik hátra irányul a sejt alatt, és az elülsőre merőleges. Sejtmagja az ostoralapokhoz kapcsolódik, és mag melletti teste van.

Cercomonadida-morfológia

Mitokondriális cristái általában csőszerűek, ostorai simák, a sejtmag alapi test felé mutató vége hegyes. Disztális végén lévő szemcséje mikrotubulus-szervező központ lehet.
Régebbi hátulsó centrióluma (C1) az újabb elülsőhöz (C2) csatlakozik általában nagy szögben fibrilláris kapcsolatokkal – csak az A1a2 kládban ismert merőleges centriólumpár –, és hátra a szubsztrát felé vagy balra irányul. Átmeneti zónája rövid, I-es típusú, felületi rácsa proximális, és a Glissomonadida, Cryothecomonadida és Katabia fajaival szemben vékony disztális küllőszerkezettel. A Cavernomonas kivételével minden faj sejtteste orsó alakú, és ventrális felszínéhez csatlakozik hosszú hátulsó ostora. Elülső ventrális ostorgyökere a hátulsóhoz hasonlóan hátramutat, és sűrű anyag tartja össze elöl, ahol keresztezik egymást.
1 vagy 2 mikrotubulusból álló gyökér indul ki egy amorf rostos anyagból álló eredésből a két centriólum alapjában.
Állábai általában retikulopódiumok, lamellipódiumok, elágazó vagy el nem ágazó filopódiumok, hagymaszerű lobopódiumok, ujjszerűek, de a Filomonas radiata állábai axopódiumok.

## Életciklus
Ostorosamőba- és cisztaállapot közt váltakozik (Heteromita, Cercomonas agilis), a Cercomonas legtöbb faja rendelkezik plazmódiumállapottal is. A Massisteria a korábban ismert Cercomonadida-nemzetségektől különleges életciklusában különbözik: lehet két inaktív ostorral rendelkező ostoros amőba, nem trofikus mozgó ostoros vagy kis plazmódium is, de nem ismert cisztaállapota.

## Élőhely
18S rDNS alapján egyes fajai világszerte megtalálhatók talajban és vízben, és az egyik legfőbb bakterivor protozoonklád. Ezeknek többféle ITS rDNS-változata fordulhat elő: például egy Eocercomonas-fajnak egy 18S-genotípusa fordult elő egy új-zélandi talaj- és édesvíziüledék-mintából, de 5 ITS-genotípusa volt megtalálható.
Megtalálható a rizoszférában – ahol gyakran gyakoribb, mint a talajban – és kis mennyiségben aktív iszapban.

## Csoportosítás
Genetikai tanulmányok alapján az amőbákból és ostorosokból álló Cercozoa kládja. Korábban 2 csoportra osztották: 
- A Heteromitidae általában merev, állábai ideiglenesek.
- A Cercomonadidae általában rugalmasabb, és ha sok a táplálék, amőbává alakulhat, és akár több magja is lehet.

A nemzetségek és fajok besorolása folyamatosan változik. Egyes nemzetségeket összevontak, például a Cercomonast a Cercobodóval. Másokat, (például Helkesimastix, Sainouron és Cholamonas) a Helkesida csoportba helyeztek át, a Heteromitidae többi részét a Glissomonadida csoportba sorolták át. 2018-ban a Paracercomonadidae önálló kládba (Paracercomonadida) került, így a Cercomonadidae a Cercomonadida egyetlen kládja lett.
- Cavernomonas Vickerman 2009
- Cercomonas Dujardin 1841 emend. Karpov et al. 2006 non emend. Ekelund et al. 2004 [Cercobodo Krassilstschick 1886; Cercomastix Lemmermann 1913; Dimastigamoeba Blochmann 1894; ?Mukdeniamonas Skwortzov 1960; ?Changia Skwortzov 1960 non Sun 1924; ?Reptomonas Kent 1880; Dimorpha Klebs 1892 non Gruber 1882]
- Eocercomonas Karpov et al. 2006
- Filomonas Cavalier-Smith et Karpov 2012
- Neocercomonas Ekelund, Daugbjerg et Fredslund 2004

## Fordítás
Ez a szócikk részben vagy egészben  a   Cercomonad című angol Wikipédia-szócikk ezen változatának fordításán alapul.  Az eredeti cikk szerkesztőit annak laptörténete sorolja fel. Ez a jelzés csupán a megfogalmazás eredetét és a szerzői jogokat jelzi, nem szolgál a cikkben szereplő információk forrásmegjelöléseként.